# Jama-dera

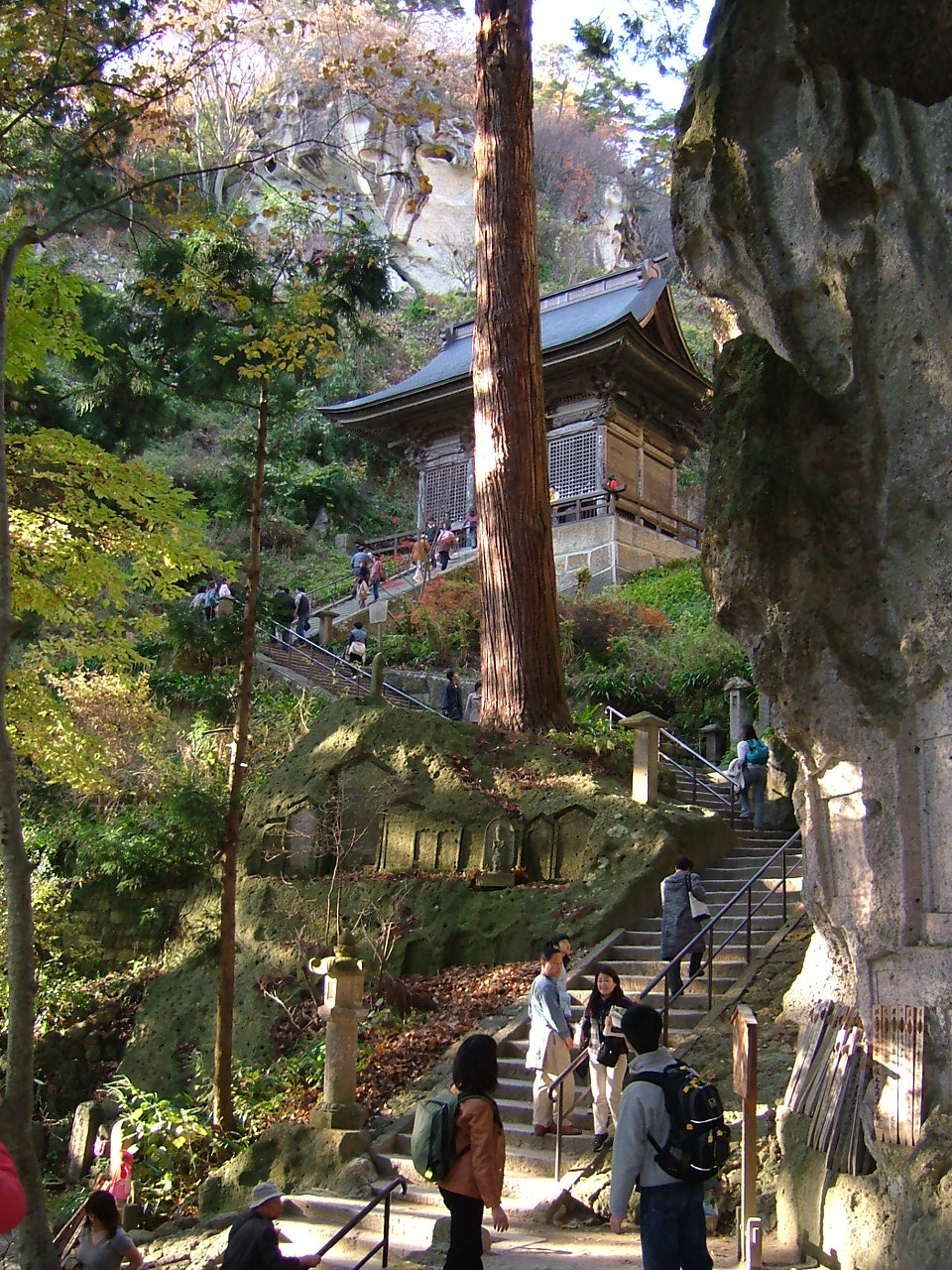
Pohled na část chrámového komplexu Jama-dera

Jama-dera (japonsky 山寺, česky Horský chrám) je předměstí japonského města Jamagata v prefektuře Jamagata.
Oblast dostala název podle populárního pojmenování chrámu Rjúšakudži (立石寺) nebo také Riššakudži. Ten byl založen roku 860 mnichem Enninem jako odnož chrámu Enrjakudži v Kjótu.
Chrám v roce 1689 navštívil slavný básník Macuo Bašó během putování po severním Japonsku. Popis své návštěvy ve stylizovaném cestovním deníku Úzká stezka do vnitrozemí (Oku no hosomiči) doplnil básní haiku:
Ticho —
zpěv cikád
proniká do skály
(překlad Antonín Líman, 2006)

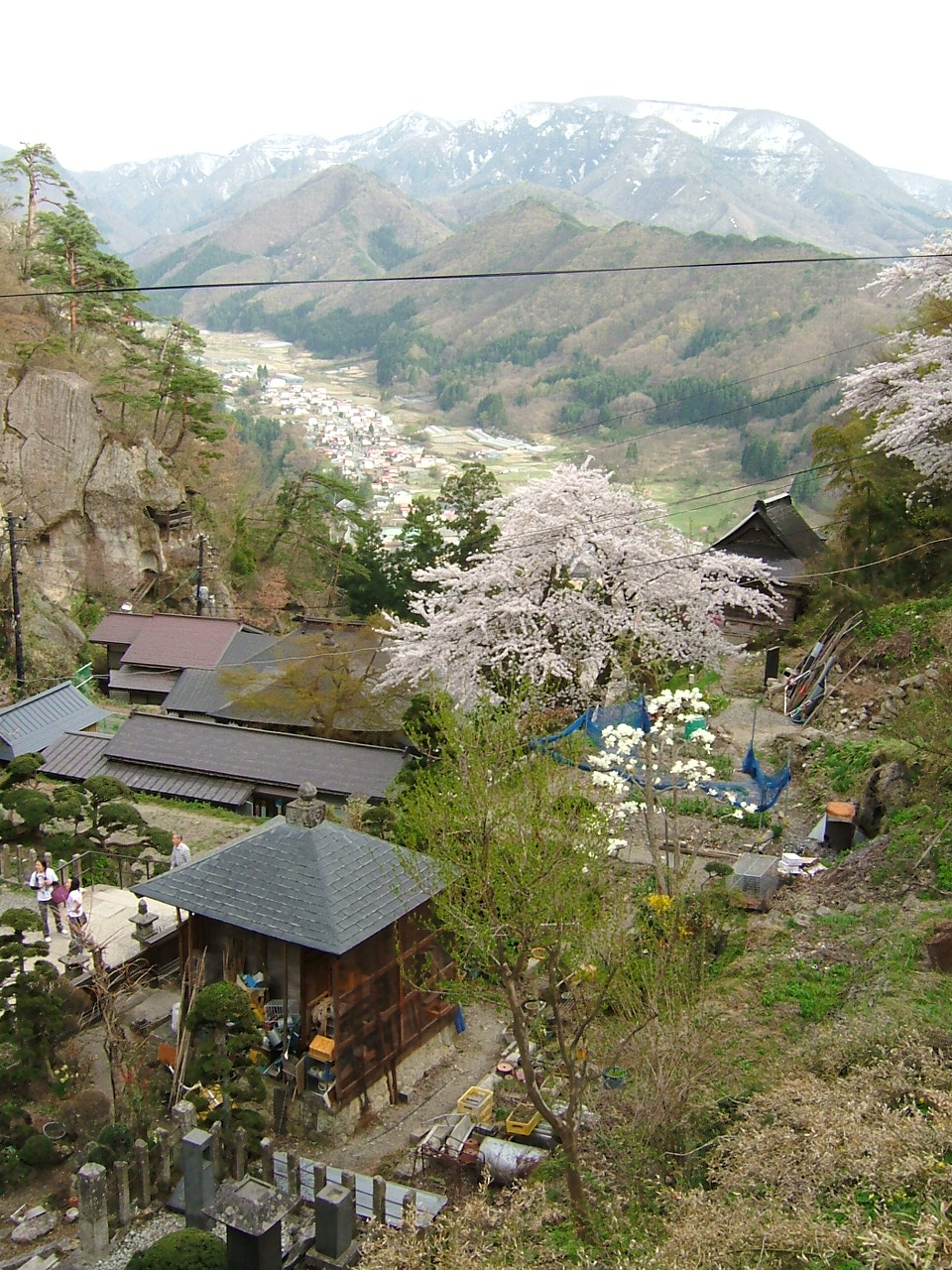
Jarní pohled z nejvýše položeného chrámu v Jama-deře
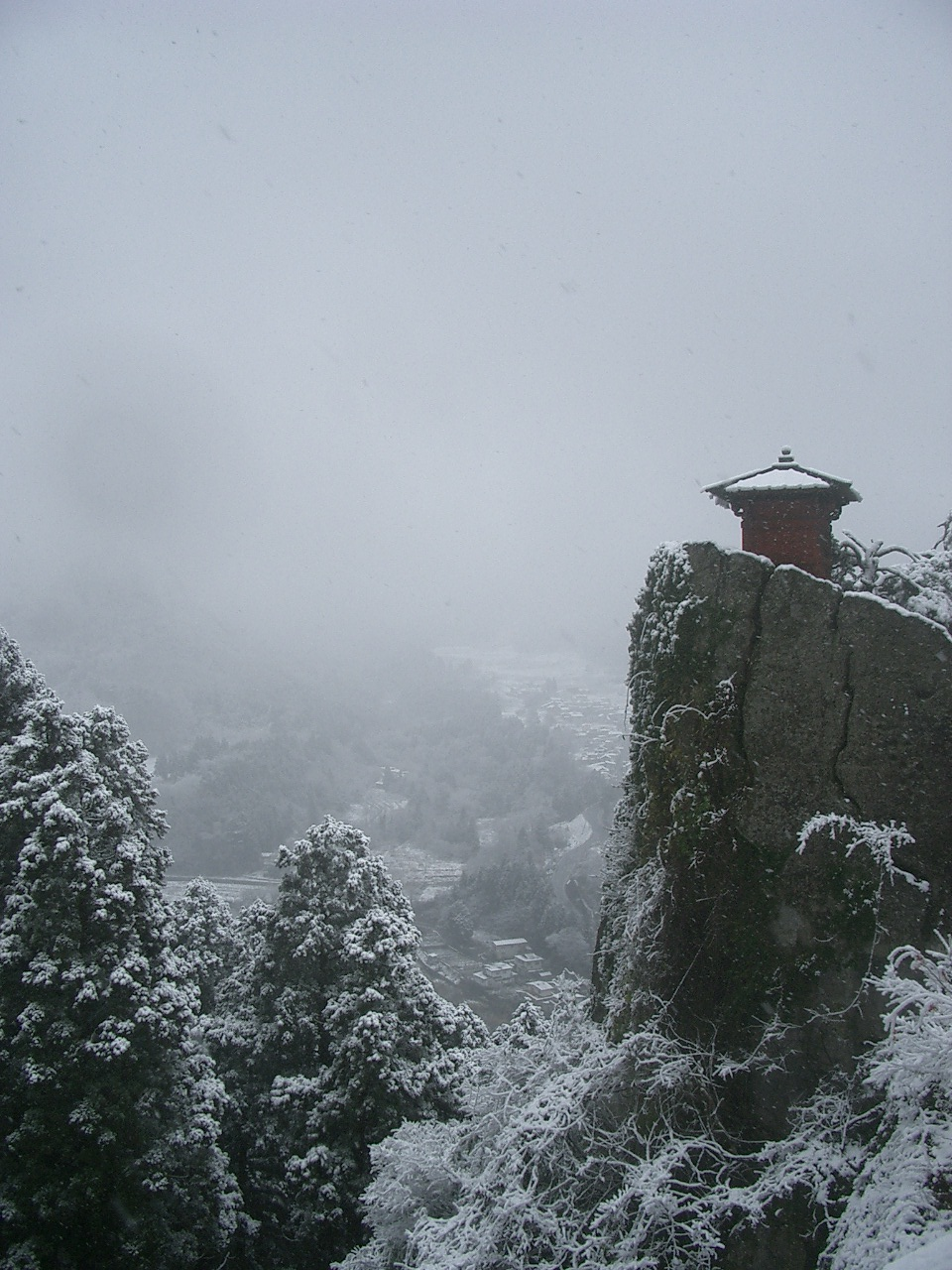
Riššakudži Nokjódó v zimě
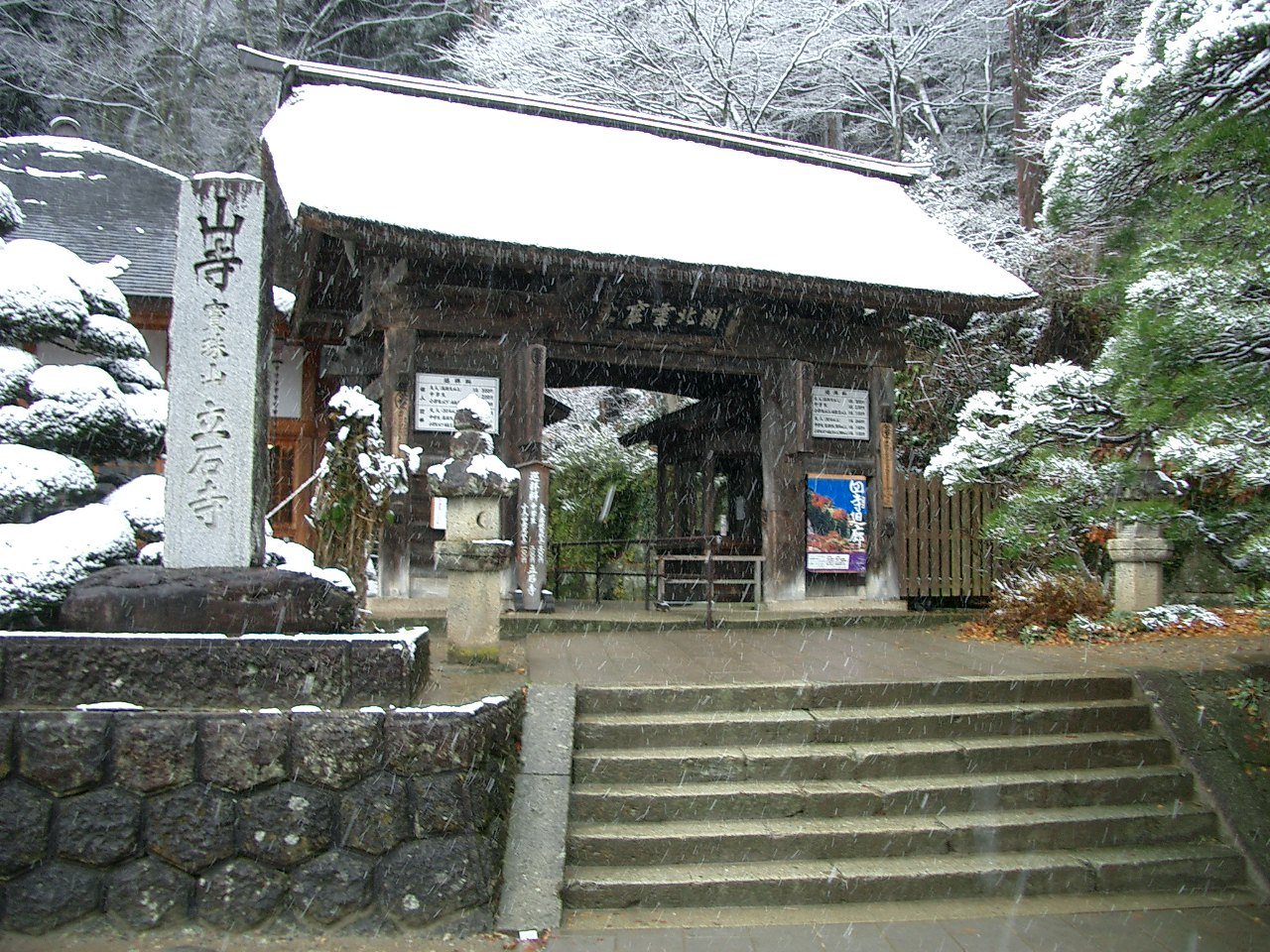
Vchod do Riššakudži